# Terry Jennings
Pour les articles homonymes, voir Jennings.
Terry Jennings, né le 19 juillet 1940 à Eagle Rock, un quartier de Los Angeles est un compositeur, clarinettiste et saxophoniste américain, lié au courant de la musique minimaliste.
Terry Jennings est un enfant précoce, à quatre ans il est capable de jouer du Beethoven à quatre mains, à 12 ans les sonates pour piano de John Cage et des improvisations virtuoses au saxophone alto, à 13 ans transposer à vue la suite op. 29 de Schönberg à la clarinette Si♭ la partie écrite en Mi♭. 
Il étudie le saxophone avec William Green au conservatoire de Los Angeles. Il rencontre très tôt La Monte Young,  et est un des rares à comprendre l'intérêt de la composition Trio for Strings (1958) de Young, considérée comme l'une des premières œuvres de la musique minimaliste. Jennings s'inspire de Young et compose des pièces à base de bourdons et de longs sons soutenus. En 1960, sa composition Piece for Two Saxophones est présentée dans le loft de Yoko Ono.
Des problèmes de drogue seront à l'origine de l'arrêt de sa carrière et de son assassinat en 1981.